# Jörgen Pettersson
Jörgen Pettersson (ur. 29 września 1975) – szwedzki piłkarz występujący na pozycji napastnika. Obecnie gra w zespole Häljarps.

## Kariera klubowa
Jörgen Pettersson zawodową karierę rozpoczął w 1993 w Malmö. W debiutanckim sezonie w 8 spotkaniach strzelił 3 gole, a w kolejnych rozgrywkach zdobywał kolejno 14 i 15 bramek. Dobra forma sprawiła, że w 1995 Pettersson przeprowadził się do Niemiec i podpisał kontrakt z Borussią Mönchengladbach. W ekipie "Die Fohlen" szwedzki napastnik przez 4 sezony rozegrał 114 ligowych pojedynków i zaliczył 32 trafienia. Podczas pobytu w Borussii Pettersson o miejsce w ataku rywalizował między innymi z takimi zawodnikami jak Andrzej Juskowiak i Martin Dahlin.
W 1999 wychowanek Malmö przeniósł się do drużyny FC Kaiserslautern. W nowym klubie od razu wywalczył sobie miejsce w podstawowej jedenastce i w 67 występach 15 razy wpisał się na listę strzelców. W 2001 razem z zespołem Pettersson dotarł do półfinału Pucharu UEFA, w którym Kaiserslautern przegrało z Alavés. W 2002 Szwed trafił do FC København, z którym sięgnął po mistrzostwo Danii.
Podczas sezonu 2003/2004 Pettersson odszedł do Landskrona BoIS, gdzie od początku regularnie dostawał szanse występów. W lutym 2009 Szwed zakończył piłkarską karierę, jednak w maju wrócił do gry i został graczem klubu Häljarps.

## Kariera reprezentacyjna
W reprezentacji Szwecji Pettersson zadebiutował w 2000. W tym samym roku Lars Lagerbäck i Tomas Söderberg powołali go do 22–osobowej kadry na mistrzostwa Europy. Na Euro Szwedzi zajęli ostatnie miejsce w swojej grupie i odpadli z turnieju. Pettersson wystąpił wówczas w 2 spotkaniach – przeciwko Belgii (w 46. minucie został zastąpiony przez Henrika Larssona) i Turcji (w przerwie zmienił Kenneta Anderssona). W drużynie narodowej Pettersson zagrał łącznie 27 razy i strzelił 8 goli.